# Persone di nome Rosario
| Questa pagina contiene informazioni ricavate automaticamente dalle voci biografiche con l'ausilio del template Bio e di un bot. L'aggiornamento è periodico e automatico e ricostruisce completamente la pagina. Se manca una persona in questa lista, sei pregato di non aggiungerla, ma accertati piuttosto che la sua voce biografica contenga il template Bio e che i dati anagrafici siano correttamente compilati. Se il template Bio manca, inseriscilo tu stesso o, in alternativa, metti l'avviso {{tmp\|Bio}} che ne segnala la mancanza. Se i dati riportati sono sbagliati, correggi direttamente la voce biografica; le modifiche saranno visibili in questa lista entro pochi giorni. Per chiarimenti vedi il progetto antroponimi. La lista contiene solo le 121 persone che sono citate nell'enciclopedia e per le quali è stato implementato correttamente il template Bio. Pagina aggiornata al 22 lug 2025. |

Questa è una lista di persone presenti nell'enciclopedia che hanno il nome Rosario, suddivise per attività principale.

## Allenatori di calcio(9)
- Rosario Biondo, allenatore di calcio e ex calciatore italiano (Palermo, n. 1966)
- Rosario Compagno, allenatore di calcio e ex calciatore italiano (Palermo, n. 1966)
- Rosario Di Vincenzo, allenatore di calcio e ex calciatore italiano (Genova, n. 1941)
- Rosario Martinelli, allenatore di calcio e calciatore italiano (Gazzaniga, n. 1941 - Lugano, † 2013)
- Rosario Pergolizzi, allenatore di calcio e ex calciatore italiano (Palermo, n. 1968)
- Rosario Picone, allenatore di calcio e ex calciatore italiano (Centuripe, n. 1959)
- Rosario Rampanti, allenatore di calcio e ex calciatore italiano (Carbonia, n. 1949)
- Rosario Rivellino, allenatore di calcio e ex calciatore italiano (Napoli, n. 1939)
- Rosario Sbano, allenatore di calcio e ex calciatore italiano (Reggio Calabria, n. 1942)

## Arbitri di calcio(2)
- Rosario Abisso, arbitro di calcio italiano (Palermo, n. 1985)
- Rosario Lo Bello, ex arbitro di calcio e dirigente sportivo italiano (Siracusa, n. 1945)

## Archeologi(1)
- Rosario Alagna di Mozia, archeologo italiano (Marsala, n. 1720 - Marsala, † 1799)

## Architetti(3)
- Rosario Candela, architetto italiano (Montelepre, n. 1890 - Mount Vernon, † 1953)
- Rosario Gagliardi, architetto italiano (Siracusa - Noto)
- Rosario Vernuccio, architetto italiano (Gela, n. 1925)

## Attivisti(1)
- Rosario Di Salvo, attivista italiano (Bari, n. 1946 - Palermo, † 1982)

## Attori(1)
- Rosario Borelli, attore, cantante e regista italiano (Cerignola, n. 1927 - Roma, † 2001)

## Attrici(1)
- Rosario Flores, attrice e cantante spagnola (Madrid, n. 1963)

## Batteristi(1)
- Rosario Sferrazza, batterista, cantante e compositore italiano (Villalba, n. 1943)

## Botanici(1)
- Rosario Schicchi, botanico italiano (Castelbuono, n. 1957)

## Calciatori(5)
- Rosario Castronovo, ex calciatore italiano (Agrigento, n. 1953)
- Saro Coci, calciatore e allenatore di calcio italiano (Catania, n. 1934 - † 1995)
- Rosario Harriott, calciatore giamaicano (n. 1989)
- Rosario Sasso, ex calciatore italiano (Pozzuoli, n. 1958)
- Rosario Spanò, ex calciatore italiano (Bagheria, n. 1940)

## Cantanti(1)
- Rosario Miraggio, cantante italiano (Napoli, n. 1986)

## Cantautori(1)
- Rosario Di Bella, cantautore e compositore italiano (Zafferana Etnea, n. 1963)

## Cestiste(1)
- Rosario Rojas, ex cestista boliviana (Cochabamba, n. 1959)

## Comici(1)
- Sasà Salvaggio, comico, attore teatrale e personaggio televisivo italiano (Cinisello Balsamo, n. 1968)

## Compositori(2)
- Rosario Canale, compositore, paroliere e cantautore italiano (Reggio Calabria, n. 1992)
- Rosario Lacerenza, compositore e direttore di banda italiano (Taranto, n. 1917 - Roma, † 1999)

## Dirigenti sportivi(1)
- Rosario Fina, dirigente sportivo e ex ciclista su strada italiano (San Cataldo, n. 1969)

## Disc jockey(1)
- Rosario Pellecchia, disc jockey, conduttore radiofonico e cantante italiano (Castellammare di Stabia, n. 1970)

## Editori(2)
- Saro Balsamo, editore italiano (Catania, n. 1930 - Milano, † 2005)
- Rosario Rubbettino, editore italiano (Soveria Mannelli, n. 1941 - Soveria Mannelli, † 2000)

## Fantini(1)
- Rosario Pecoraro, fantino italiano (Lercara Friddi, n. 1933)

## Filologi(2)
- Raffaele Spongano, filologo, metricista e storico della letteratura italiano (Cellino San Marco, n. 1904 - Bologna, † 2004)
- Rosario Vieni, filologo classico italiano (Messina, n. 1942)

## Filosofi(1)
- Rosario Assunto, filosofo italiano (Caltanissetta, n. 1915 - Roma, † 1994)

## Generali(2)
- Rosario Aiosa, generale italiano (La Spezia, n. 1952)
- Rosario Assanti, generale italiano (Catanzaro, n. 1884 - Milano, † 1960)

## Giornalisti(2)
- Rosario Pacini, giornalista e dirigente d'azienda italiano (Napoli, n. 1943 - Milano, † 2010)
- Rosario Poma, giornalista italiano (Erice, n. 1925 - Firenze, † 2006)

## Giuristi(2)
- Rosario Salvatore Aitala, giurista e magistrato italiano (Catania, n. 1967)
- Rosario Nicolò, giurista e avvocato italiano (Reggio Calabria, n. 1910 - Roma, † 1987)

## Hockeiste su prato(1)
- Rosario Luchetti, hockeista su prato argentina (Buenos Aires, n. 1984)

## Imprenditori(3)
- Rosario Caputo, imprenditore italiano (Napoli, n. 1958)
- Rosario Lo Verde, imprenditore e dirigente sportivo italiano (Palermo, n. 1914 - Milano, † 2008)
- Rosario Messina, imprenditore italiano (Aci Castello, n. 1942 - Meda, † 2011)

## Ingegneri(2)
- Rosario Alessandrello, ingegnere e dirigente d'azienda italiano (Vittoria, n. 1931 - Milano, † 2020)
- Rosario Cutrufelli, ingegnere e politico italiano (Graniti, n. 1876 - Taormina, † 1949)

## Kickboxer(1)
- Rosario Presti, ex kickboxer e thaiboxer italiano (Messina, n. 1984)

## Mafiosi(7)
- Rosario Pio Cattafi, mafioso italiano (Barcellona Pozzo di Gotto, n. 1952)
- Rosario DeSimone, mafioso italiano (Salaparuta, n. 1873 - Los Angeles, † 1946)
- Rosario Gambino, mafioso italiano (Palermo, n. 1942)
- Rosario Gangi, mafioso statunitense (New York, n. 1939)
- Rosario Lo Bue, mafioso italiano (Corleone, n. 1943)
- Rosario Riccobono, mafioso italiano (Palermo, n. 1929 - San Giuseppe Jato, † 1982)
- Rosario Spatola, mafioso e imprenditore italiano (Palermo, n. 1938)

## Magistrati(2)
- Rosario Livatino, magistrato italiano (Canicattì, n. 1952 - Agrigento, † 1990)
- Rosario Priore, magistrato italiano (Salerno, n. 1939)

## Matematici(1)
- Rosario Alagna, matematico italiano (Partanna, n. 1853 - Palermo, † 1924)

## Medici(1)
- Rosario Polizzi, medico e politico italiano (Crotone, n. 1944)

## Mercanti(1)
- Rosario Currò, mercante e filantropo italiano (Acireale, n. 1813 - Trieste, † 1887)

## Militari(1)
- Rosario Randazzo, militare italiano (San Cono, n. 1920 - Nikitovka, † 1941)

## Pallanuotisti(1)
- Rosario Parmegiani, pallanuotista italiano (Napoli, n. 1937 - Genova, † 2019)

## Parolieri(1)
- Rosario Leva, paroliere italiano (Genova - Genova)

## Partigiani(1)
- Rosario Bentivegna, partigiano italiano (Roma, n. 1922 - Roma, † 2012)

## Patrioti(1)
- Rosario Bagnasco, patriota, politico e scultore italiano (Palermo, n. 1810 - Palermo, † 1879)

## Percussionisti(1)
- Rosario Jermano, percussionista italiano (Napoli, n. 1954)

## Personaggi televisivi(1)
- Rosario Rosanova, personaggio televisivo italiano (Sant'Antonio Abate, n. 1976)

## Pianisti(1)
- Rosario Di Rosa, pianista e compositore italiano (Vittoria, n. 1975)

## Pittori(1)
- Rosario Spina, pittore italiano (Acireale, n. 1856 - Catania, † 1943)

## Poetesse(1)
- Rosario Castellanos, poetessa, scrittrice e diplomatica messicana (Città del Messico, n. 1925 - Tel Aviv, † 1974)

## Politiche(3)
- Rosario Fernández, politica e avvocata peruviana (Lima, n. 1955)
- Rosario Murillo, politica, attivista e scrittrice nicaraguense (Managua, n. 1951)
- Rosario Sánchez Mora, politica spagnola (Villarejo de Salvanés, n. 1919 - Madrid, † 2008)

## Politici(14)
- Rosario Ardica, politico italiano (Enna, n. 1938)
- Rosario Garibaldi Bosco, politico e scrittore italiano (Palermo, n. 1866 - Torino, † 1936)
- Rosario Cacopardo, politico italiano (Savoca, n. 1903 - Messina, † 1953)
- Rosario Cancellieri, politico italiano (Vittoria, n. 1825 - Vittoria, † 1896)
- Rosario Chiriano, politico italiano (Filadelfia, n. 1934)
- Rosario Giorgio Costa, politico italiano (Matino, n. 1942)
- Rosario De Matteis, politico italiano (San Giuliano del Sannio, n. 1946)
- Rosario Lanza, politico italiano (Barrafranca, n. 1912 - Palermo, † 2006)
- Rosario Nicoletti, politico italiano (Palermo, n. 1931 - Palermo, † 1984)
- Rino Nicolosi, politico e sindacalista italiano (Acireale, n. 1942 - Acireale, † 1998)
- Rosario Olivo, politico italiano (Catanzaro, n. 1940)
- Rosario Pasqualino Vassallo, politico e avvocato italiano (Riesi, n. 1861 - Roma, † 1950)
- Rosario Pasqualino Vassallo, politico e avvocato italiano (Sommatino, n. 1884 - † 1956)
- Rosario Pettinato, politico e dirigente sportivo italiano (Catania, n. 1938)

## Poliziotti(2)
- Rosario Berardi, poliziotto italiano (Bari, n. 1926 - Torino, † 1978)
- Rosario Iozia, carabiniere italiano (Catania, n. 1962 - Cittanova, † 1987)

## Presbiteri(1)
- Rosario Giuè, presbitero, scrittore e teologo italiano (Palermo, n. 1952)

## Registe(1)
- Rosario Pi, regista, sceneggiatrice e produttrice cinematografica spagnola (Barcellona, n. 1899 - Madrid, † 1967)

## Sassofonisti(1)
- Rosario Giuliani, sassofonista italiano (Terracina, n. 1967)

## Scrittori(5)
- Rosario Esposito La Rossa, scrittore italiano (Napoli, n. 1988)
- Rosario Magrì, scrittore italiano (n. 1924 - † 2005)
- Rosario Palazzolo, scrittore, attore e regista teatrale italiano (Palermo, n. 1972)
- Rosario Ruggeri, scrittore e medico italiano (San Pier Niceto, n. 1905 - Solbiate Olona, † 1991)
- Rosario Scipio, scrittore e poeta italiano (Valentano, n. 1910 - Viterbo, † 1996)

## Scrittrici(1)
- Rosario de Acuña y Villanueva de la Iglesia, scrittrice spagnola (Madrid, n. 1850 - Gijón, † 1923)

## Scultori(2)
- Rosario Anastasi, scultore italiano (Acireale, n. 1806 - Palermo, † 1876)
- Saro Zagari, scultore italiano (Messina, n. 1821 - Messina, † 1897)

## Showgirl e showman(1)
- Fiorello, showman, comico e cabarettista italiano (Catania, n. 1960)

## Storici(5)
- Rosario Gregorio, storico italiano (Palermo, n. 1753 - Palermo, † 1809)
- Rosario Mangiameli, storico italiano (Lentini, n. 1949)
- Rosario Mangoni, storico e archeologo italiano
- Rosario Romeo, storico e politico italiano (Giarre, n. 1924 - Roma, † 1987)
- Rosario Villari, storico e politico italiano (Bagnara Calabra, n. 1925 - Cetona, † 2017)

## Storici dell'arte(1)
- Rosario La Duca, storico dell'arte italiano (Palermo, n. 1923 - Palermo, † 2008)

## Tenori(1)
- Rosario La Spina, tenore australiano (Brisbane, n. 1970)

## Trombettisti(1)
- Roy Paci, trombettista, cantante e compositore italiano (Augusta, n. 1969)

## Truccatori(1)
- Rosario Prestopino, truccatore e effettista italiano (Napoli, n. 1950 - Roma, † 2008)

## Velocisti(1)
- Rosario La Mastra, velocista italiano (Catania, n. 1984)

## Vescovi cattolici(4)
- Rosario Vincenzo Benza, vescovo cattolico italiano (Santa Caterina Villarmosa, n. 1784 - † 1847)
- Rosario Gisana, vescovo cattolico italiano (Modica, n. 1959)
- Rosario Mazzola, vescovo cattolico italiano (Palermo, n. 1924 - Cefalù, † 2018)
- Rosario Saro Vella, vescovo cattolico italiano (Canicattì, n. 1952)

## Senza attività specificata(2)
- Rosario Crocetta, ex politico italiano (Gela, n. 1951)
- Rosario Pintaudi, papirologo e paleografo italiano (Sant'Angelo di Brolo, n. 1947)